# Edoardo Sanguineti
 (mai 2010).
Si vous disposez d'ouvrages ou d'articles de référence ou si vous connaissez des sites web de qualité traitant du thème abordé ici, merci de compléter l'article en donnant les références utiles à sa vérifiabilité et en les liant à la section « Notes et références ».
Pour les articles homonymes, voir Sanguinetti.
Edoardo Sanguineti (né le 9 décembre 1930 à Gênes et mort le 18 mai 2010 à Gênes) est un homme politique, poète, écrivain italien.

## Biographie
Fils unique de Giovanni, employé de banque, et de Giuseppina Coches, Edoardo Sanguineti s'établit à l'âge de quatre ans à Turin, ville où son père avait trouvé un nouvel emploi comme administrateur caissier près de l'imprimerie Doyen & Marchisio. Il était encore enfant quand, pendant une visite normale de contrôle, une maladie cardiaque grave lui fut diagnostiquée. Par la suite le diagnostic se révéla erroné mais cet épisode a conditionné pour long temps le style de vie du poète.
À Turin vivait aussi un oncle d'Edoardo, Luigi Coches, musicien et musicologue, qui avait connu Gobetti et Gramsci et qui avait collaboré au magazine Le Nouvel Ordre. Il sera la première personne de référence pour la formation du jeune Edoardo.
À Bordighera, où le jeune Edoardo passe les vacances d'été, il fréquente son cousin Ange Cervetto qui lui transmet la passion pour le jazz.
Entre-temps, ayant contracté la coqueluche, le jeune Edoardo reçoit la visite d'un spécialiste qui dément le faux diagnostic dont il avait été victime. Edoardo est sain et doit donc faire de l'exercice physique intense pour récupérer le tonus musculaire perdu. Gymnastique, bicyclette, tennis seront depuis ce moment les sports qu'il lui faudra pratiquer intensément. Mais entre temps l'aspiration de se consacrer à la danse s'est estompée et ceci sera un regret qui l'accompagnera toute sa vie.

### 1946-1950: les années de lycée et des premières connaissances
En 1946, Edoardo s'inscrit au lycée classique d'Azeglio où il aura comme professeur d'italien Luigi Vigliani. Il lui dédiera l'essai sur Gozzano et il lui fera lire quelques poésies qui par la suite seront intégrées à Laborintus.
Plus tard, Sanguineti aura comme professeur d'histoire et philosophie Albinos Galvano, peintre, critique, historien d'art, philosophe, aimant la psychanalyse et intéressé par l'avant-garde.
Dans ces années de jeunesse, il fréquente le monde culturel turinois, il se rend à des expositions et écoute des concerts, fait connaissance avec Carol Rama, le philologue classique Vincenzo Ciaffi, le germaniste Vittorio Amoretti et le romancier Seborga (de son vrai nom  Guido Hess), qu'il fréquentait aussi à Bordighera et qui lui fera découvrir les textes d'Antonin Artaud.

### 1951-1956: la rédaction deLaborintus
En 1951, Sanguineti commence à écrire une œuvre qu'il intitulera Laborintus et, comme il le dit lui-même dans Santi Anarchici, il écrit pour une petite communauté de lecteurs : « Nous étions cinq. Et parmi mes quatre lecteurs il y avait une fille, un aspirant en philologie classique  et deux autres étudiants, un de pharmacie et un autre de médecine. ». Il découvre entre temps Enrico Baj qui vient de lancer le Nuclearismo via son Manifeste de la peinture nucléaire.
1953 est l'année de la mort de sa mère mais aussi celle de sa rencontre avec Luciana qu'il épousera en 1954. Toujours en 1954, à l'occasion de la critique de Sanguineti dans le magazine turinois Galleria de l'Antologia critica del Novecento, il fait la connaissance de Luciano Anceschi qui lit Laborintus et décide de le publier. Quelques poésies de Laborintus étaient apparues entre temps sur Numero, un magazine florentin dirigé par Fiamma Vigo.
En 1955 naît Frédéric, l'aîné du poète.

### 1956-1960: la publication, la maîtrise, la carrière universitaire
1956 est l'année de la publication de Laborintus et aussi l'année de la maîtrise. Sanguineti était en effet inscrit à la Faculté de Lettres de l'Université de Turin. Le 30 octobre il soutient une thèse intitulée Interpretazione di Malebolge avec le professeur Giovanni Getto.

### 1961-1969:i NovissimietGruppo 63
Durant cette période, il collabore à Il Verri avec Elio Pagliarani, Nanni Balestrini et Antonio Porta, jeunes élèves d'Anceschi qui en sont entre autres les rédacteurs.
Dans les années 1960, il est à la tête de la néo-avant-garde en Italie, le Gruppo 63.

### 1969-1975: changements
En 1971, le poète vit pendant six mois à Berlin avec sa famille. En 1972, il perd son père ; sa fille Julia naît l'année suivante alors que, de nouveau à Salerne, il est devenu professeur. Il commence par ailleurs sa collaboration aux périodiques Paesa Sera (1974), Il Giorno (1975) et l'Unità (1976).

### 1976-1980: engagement politique
Ce sont pour l'écrivain des années de forte implication politique : il est en effet élu conseiller municipal de Gênes (1976-1981) et devient membre de la Chambre (1979-1983), en tant qu'indépendant dans les listes du PCI.

### 1981-2005: voyages, récompenses
De 1981 à 1983 il dirige la prestigieuse revue Cervo Volante avec Achille Bonito Oliva ; la rédaction comporte de jeunes poètes de talent comme Valerio Magrelli et Gian Ruggero Manzoni.
En 1990, il fonde avec Nadia Cavalera, le magazine international Bollettario, qu'il dirige pendant vingt ans, jusqu'à sa mort (en 2010). Parmi les rédacteurs on trouve Filippo Bettini, Francesco Muzzioli, Marcello Frixione, et Thomas Ottonieri, et les plus grands auteurs de l'époque y collaborent.
Il entre au Collège de ’Pataphysique en 2001 en tant que Satrape.

### 2006-2010: les dernières années
Le 5 Juin 2006, il reçoit le prix Montale Librex.
Sanguineti devient président d'honneur de l'Unione a Sinistra et est son candidat aux primaires pour l'élection du maire de Gênes, tenue le 4 février 2007, soutenu par le Parti communiste italien, le Parti de la refondation communiste et l'Unione a Sinistra, il  remporte 14 % des votes. Les primaires seront remportées par Marta Vincenzi, candidat de L'Olivier (60 %), suivi de Stefano Zara.
Le 18 mai 2010, il est hospitalisé en raison d'un anévrisme, avant de décéder en salle d'opération (provoquant l'ouverture d'une enquête pour homicide involontaire contre inconnu).

## Œuvres

### Poésie
- Laborintus, Varese, Magenta, 1956.
- Opus metricum, Milan, Rusconi e Paolazzi, 1960. (contient Laborintus ed Erotopaegnia)
- Triperuno, Milan, Feltrinelli, 1964. (contient Opus metricum e Purgatorio de l'Inferno)
- T.A.T., Vérone, Sommaruga, 1968. (avec des lithographies et des eaux-fortes de Gianfranco Baruchello)
- Renga (écriture poétique collective avec Octavio Paz, Jacques Roubaud & Charles Tomlinson), Paris, Gallimard, 1971.
- Wirrwarr, Milan, Feltrinelli, 1972. (contient T.A.T. e Reisebilder)
- Catamerone, Milan, Feltrinelli, 1974. (contient Triperuno e Wirrwarr)
- Omaggio a Emilio Vedova, Milan, Galleria Rizzardi, 1974. (avec des illusttrations d'Emilio Vedova)
- Postkarten, Milan, Feltrinelli, 1978.
- Stracciafoglio, Milan, Feltrinelli, 1980. (en appendice Fuori Catalogo, qui contient des poèmes écrits entre 1957 et 1979)
- Fame di tonno. Pastelli e poesie, s.l., Calcografica Studio, 1981. (avec des pastels de Luca Alinari)
- Scartabello, Macerata, Cristoforo Colombo libraio, 1981. (avec 10 dessins de Valeriano Trubbiani)
- Re-spira, Milan, Zarathustra, 1982. (avec 7 eaux-fortes de Antonio Papasso)
- Segnalibro, Milan, Feltrinelli, 1982. (contient Camerone, Postkarten, Stracciafoglio, Scartabello e Cataletto)
- Codicillo 1982, Cernusco sul Naviglio, imprmerie d'art Severgnini, 1983.
- Due Ballate, Genova, Pirella Editore, 1984.
- Alfabeto apocalittico. Milan, Galleria Rizzardi, 1984. (avec 1 eau-forte et 21 lettrines de Enrico Baj)
- Rebus, Modena, Telai del Bernini, 1984. (avec 1 planche de Carlo Cremaschi)
- Omaggio a Pascoli. L'ultima passeggiata, Roma, Il Ventaglio, 1985.
- Quintine, Roma, Carte segrete-Rossi & Spera, 1985. (en collaboration avec Salvatore Paladino)
- Novissimum Testamentum, Lecce, Manni, 1986.
- Promemoria-Pro/memoria, 1992. (avec 3 eaux-fortes de Antonio Papasso)
- Bisbidis, Milan, Feltrinelli, 1987.  (ISBN 88-07-05050-1). (contient Codicillo, Rebus, L'ultima passeggiata e Alfabeto apocalittico)
- Senzatitolo, Milan, Feltrinelli, 1992.  (ISBN 88-07-05084-6). (contient Glosse, Novissimum Testamentum e una serie di poesie "extravaganti" composte tra il 1982 e il 1991)
- Malebolge 1994/1995, o Del malgoverno. Da Berluskaiser a Berluscaos, con Enrico Baj, Castel Maggiore, 1995.  (ISBN 88-7232-208-1).
- Libretto. 17 poesie 1992-1995, Genova, Pirella, 1995.  (ISBN 88-85514-44-8). (publicationà l'occasion de la rencontre sur le manifeste Antilibro (it), Acquasanta, novembre 1995, avec des dessins de Mario Persico)
- Quattro Haiku, Agromonte-Naples, Ogopogo-ETRA/ARTE, 1995. (avec des dessins de Cosimo Budetta et une introduction de Stefano Bartezzaghi)
- Corollario 1996, Lecce, Manni, 1996. (pubblicazione in occasione della manifestazione "L'olio della poesia. Incontro con Edoardo Sanguineti" promossa dalla Provincia di Lecce e dal Comune di Carpignano Salentino, 25 luglio 1996, contiene cinque poesie)
- Rebus, Como, Lythos, 1996. (cinque poesie con litografie di Ico Parisi)
- Corollario, Milan, Feltrinelli, 1997.  (ISBN 88-07-42078-3).
- Taccuinetto, Milan, Giorgio Upiglio, 1998. (tre poesie, con tre incisioni di Cristiana Isoleri e una nota di Roberto Sanesi)
- Corto, Prato, Canopo, 1998. (dieci poesie, con dodici collage di Marco Nereo Rotelli)
- Wunderkammer, Roma, Il Bulino, 1998. (sette poesie, con una puntasecca a colori di Tommaso Cascella)
- Sulphitarie, Naples, Terra del Fuoco, 1999. (avec Carmine Lubrano, photographies de Peppe Del Rossi)
- Cose, Naples, Pironti, 1999.  (ISBN 88-7937-217-3). (con introduzione di Fausto Curi e postfazione di Ciro Vitiello)
- Pensierini per Papasso, 1999. (lettura poetica dei Papiers Froissés di Antonio Papasso, Sala Consigliare Comune di Bracciano
- Il gatto lupesco. Poesie (1982-2001), Milan, Feltrinelli, 2002.  (ISBN 88-07-53005-8). (contiene Bisbidis,Senzatitolo, Corollario, la versione completa di Cose e una sezione di poesie extravaganti intitolate Poesie Fuggitive, un nuovo Fuori Catalogo)
- Omaggio a Goethe, Bellinzona, Edizioni Sottoscala, 2003. (con disegni di Mario Persico)
- Omaggio a Shakespeare. Nove sonetti, Lecce, Manni, 2004.  (ISBN 88-8176-503-9). (con disegni di Mario Persico e con un saggio di Niva Lorenzini)
- Mikrokosmos. Poesie 1951-2004, Milan, Feltrinelli, 2004.  (ISBN 88-07-81823-X).
- Il sonetto del foglio volante, 2006. (poesia dedicata all'opera di Antonio Papasso e contenuta nel film Elogio del leggero di Riccardo Barletta)
- Capriccio oplepiano. Pretesti, in "Biblioteca Opleopiana", n. 30, Edizioni Oplepo, 2010.
- Varie ed eventuali. Poesie 1995-2010, Milan, Feltrinelli, 2010.  (ISBN 978-88-07-42129-7).

### Romans et nouvelles
- Capriccio italiano, Milan, Feltrinelli, 1963.
- Il giuoco dell'oca, Milan, Feltrinelli, 1967.
- Il giuoco del Satyricon. Un'imitazione da Petronio, Torino, Einaudi, 1970.
- Smorfie, Roma, Etrusculudens, 1986.
- L'orologio astronomico, Illkirch, Le Verger, 2002.  (ISBN 2845740174).
- Smorfie. Romanzi e racconti, Milan, Feltrinelli, 2007.  (ISBN 978-88-07-01725-4).

### Théâtre, compositions
- K., in "Il Verri", anno IV, n. 2, 1960, pp. 69–82
- K e altre cose, Scheiwiller, Milan, 1962 (contiene K., alcune poesie e interventi critici).
- Passaggio, per la musica di Luciano Berio, Universal, Londres-Milan, 1963 (e in "Sipario", n. 224, pp. 62–70)
- Traumdeutung, in "Menabò", n. 8, 1965, pp. 37–49
- Teatro, Feltrinelli, Milan, 1969
- Laborintus II, per la musica di Luciano Berio, in "Manteia", XIV-XV, 1972, pp. 14–28
- Marinettiana, in Giuseppe Bartolucci, Il gesto futurista, Bulzoni, Roma, 1969, pp. 73–77
- Orlando Furioso (travestimento dell'Ariosto in collaborazione con Luca Ronconi), Bulzoni, Roma, 1970
- Storie naturali, Feltrinelli, Milan, 1971
- Interviste impossibili: Francesca da Rimini, in AA.VV., Le nuove interviste impossibili, Bompiani, Milan, 1976
- C'ero anch'io: la prima dell'Edipo Re, inedito, 1978
- Carrousel, per la musica di Vinko Globokar, parziale in "Musica e realtà", n. 4, 1981, pp. 21–41
- Faust. Un travestimento, Costa & Nolan, Genova, 1985 (da Goethe, trasformato poi da Luca Lombardi in opera musicale)
- Commedia dell'Inferno (da Dante), Costa & Nolan, Genova, 1989
- Per Musica, Ricordi Mucchi, Modena, 1993 (contiene con Passaggio e Laborintus II, le opere Carrousel, L'armonia drammatica per la musica di Vinko Globokar, l'Antigone, adattamento per le musiche di scena di Mendelssohn, 1986, correlato dalla nota introduttiva, con il titolo Il complesso di Antigone e tutti i testi con destinazione musicale)
- Tracce, Grin, Roma, 1995 (contiene Tracce, Storie naturali, Satyricon, in collaborazione musicale)
- Rap, LibriARENA fuoriTHEMA, Bologna, 1996
- Il mio amore è come una febbre e mi rovescio, Bompiani, Milan, 1998 contiene Rap e Sonetto, (entrambi per la musica di Andrea Liberovici)
- L'Arpa Magica per la musica di Flavio Emilio Scogna, RAI Prix Italia 1998
- Dialogo, in "Allegoria", anno II, n. 5, 1990, e poi in "Passaggi", anno II, n. 3, giugno 1998, pp. 71–76
- Sei personaggi.com, un travestimento pirandelliano (con musiche di scena di Andrea Liberovici), il Melangolo, Genova, 2001
- L'amore delle tre melarance, un travestimento fiabesco dal canovaccio di Carlo Gozzi, il Melangolo, Genova, 2001

### Essais & études
- Interpretazione di Malebolge, Olschki, Florence, 1961
- Tre studi danteschi, Le Monnier, Florence, 1961
- Tra liberty e crepuscolarismo, Mursia, Milan, 1961
- Alberto Moravia, Mursia, Milan, 1962
- Ideologia e linguaggio, Feltrinelli, Milan, 1965
- Guido Gozzano. Indagini e letture, Einaudi, Torino, 1966
- Il realismo di Dante, Sansoni, Florence, 1966
- Antonio Bueno, Feltrinelli, Milan, 1975
- La missione del critico, Marietti, Genova, 1987
- Lettura del Decameron, a cura di Emma Grimaldi, Edizioni 10/17, Salerno, 1989
- Dante reazionario, Editori Riuniti, Roma, 1992
- Per una critica dell'avanguardia poetica in Italia e in Francia, Bollati Boringhieri, Torino, 1995 (avec un essai de Jean Burgos et deux témoignages de Pierre Dhainaut et Jacqueline Risset)
- Il chierico organico, a cura di Erminio Risso, Feltrinelli, Milan, 2000
- Ideologia e linguaggio, nuova edizione accresciuta, Feltrinelli, Milan, 2001
- Verdi in technicolor, il melangolo, Genova, 2001
- Atlante del Novecento italiano, a cura di Erminio Risso, con fotografie di Giovanni Giovannetti, Manni, Lecce, 2001
- Carol Rama, Masoero Edizioni, Torino 2002
- La letteratura italiana di Edoardo Sanguineti, Rai Educational, 2000
- Cultura e realtà, a cura di Erminio Risso, Milan, Feltrinelli, 2010

### Recueils d'articles
- Giornalino, Einaudi, Torino, 1976
- Giornalino secondo, Einaudi, Torino, 1979
- Scribilli, Feltrinelli, Milan, 1985
- Ghirigori, Marietti, Genova, 1988
- Gazzettini, Editori Riuniti, Roma, 1993
- Taccuini (12 prose comparse originariamente su "Rinascita" tra il 1984 e il 1987), in "Poetiche", n. 3/ 2007, Modena, Mucchi editore, a cura e con introduzione di L. Weber, pp. 413–475
- l'altruista Gli ultimi articoli del poeta su Gli Altri, Roma, I edizione Gli Altri, maggio 2011.  (ISSN 2037-2221).

### Traductions
- J. Joyce, Poesie, Arnoldo Mondadori Editore, Milan, 1961
- Salmi: preghiera e canto della Chiesa, a cura di J. Gelineau, U. Wernst, E. Sanguineti, D. Stefani, L. Borello, Elle Di Ci, Torino, 1966
- Euripide. Le Baccanti, Feltrinelli, Milan, 1968
- Seneca, Fedra, Einaudi, Torino, 1969
- Petronio, Il Satyricon, Aldo Palazzi Editore, Roma, 1969
- Euripide, Le Troiane, Einaudi, Torino, 1974
- Eschilo, Le Coefore, Il Saggiatore, Milan, 1978
- Sofocle. Edipo tiranno, Cappelli, Bologna, 1980
- Sofocle, Antigone, adattamento per le musiche di scena di Felix Mendelssohn, 1986
- Eschilo. I sette contro Tebe, Sipario, Milan, 1992
- W. Shakespeare, Macbeth Remix (con musiche di scena di Andrea Liberovici), Spoleto, 1998
- Molière, Don Giovanni, il Melangolo, Genova, 2000
- Aristofane, La festa delle Donne, il melangolo, Genova, 2001
- B. Brecht, Il cerchio di gesso del Caucaso, il melangolo, Genova, 2003
- Omaggio a Shakespeare. Nove sonetti, illustrati da Mario Persico, con un saggio di Niva Lorenzini, Manni, Lecce, 2004
- Pierre Corneille. L'illusione comica, il Melangolo, Genova, 2005
- Teatro antico. Traduzioni e ricordi, a cura di Federico Condello e Claudio Longhi, BUR, Milan, 2006
- Quaderno di traduzioni. Lucrezio Shakespeare Goethe, Einaudi, Torino, 2006
- W. Shakespeare La tragedia di Re Lear, il Melangolo, Genova, 2008
- Fedra (Ippolito portatore di corona) di Euripide, per l'Istituto nazionale del dramma antico INDA 2009

### Anthologies
- Il sonetto, Mursia, Milan, 1957 (avec Giovanni Getto)
- Decameron. 49 novelle commentate da Momigliano, Petrini, Turin 1959
- Poesia italiana del Novecento, Einaudi, Turin, 1969
- L'Opera di Pechino, Feltrinelli, Milan, 1971

### Entretiens
- Fabio Gambaro, Colloquio con Edoardo Sanguineti, Anabasi, Milan 1993
- Erminio Risso (a cura di), Atlante del Novecento italiano. La cultura letteraria, photographies de Giovanni Giovannetti, Manni, Lecce, 2001
- Giuliano Galletta, Sanguineti/Novecento. Conversazioni sulla cultura del ventesimo secolo, il melangolo, Genova 2005
- Antonio Gnoli, Sanguineti's Song. Conversazioni immorali, Feltrinelli, Milan 2006
- (a cura di Roberto Iovino), Conversazioni musicali, il melangolo, Genova 2011

### Correspondances
- Fausto Curi, La poesia italiana d'avanguardia. Modi e tecniche. Con un'appendice di documenti e di testi editi e inediti, Liguori, Naples 2001
- Ciro Vitiello, Due lettere, un dialogo critico, in Album Sanguineti, a cura di Niva Lorenzini ed Erminio Risso, Manni, Lecce 2002
- Tommaso Lisa, Pretesti ecfrastici. Edoardo Sanguineti e alcuni artisti italiani con un'intervista inedita, Società Editrice Fiorentina, Florence 2004
- Niva Lorenzini, Lettere dagli anni Cinquanta, De Ferrari editore, Genova 2009 (contient la correspondance de Sanguineti à Luciano Anceschi)

### Travaux de lexicographe
- Schede gramsciane, Utet, Torino 2004
- direzione del volume di supplemento 2004 (integrazioni e aggiornamenti) del Grande dizionario della lingua italiana, Utet, Torino 2004
- direzione del volume di supplemento 2009 (integrazioni e aggiornamenti) del Grande dizionario della lingua italiana, Utet, Torino 2009
- consulenza e collaborazione per il GRADIT – Grande dizionario italiano dell'uso ideato e diretto da Tullio De Mauro, sei volumi e un CD-rom, Utet, Turin, 1999, a cui seguono un volume VII (Nuove parole italiane dell'uso, con un CD-rom), Utet, Turin, 2003, e un volume VIII (Nuove parole italiane dell'uso, con una chiave USB), Utet, Turin, 2007

### Filmographie
- Ansano Giannarelli, Non ho tempo, 1973, bianco e nero, 104 min. (la versione televisiva è in 3 puntate di un'ora ciascuna). Con Mario Garriba (Evariste Galois), Franco Agostini, Lucio Lombardo Radice, Marisa Fabbri, Fernando Birri. Sanguineti ne scrive la sceneggiatura insieme a Giannarelli e con la consulenza scientifica di Lucio Lombardo Radice. Il film è girato nel 1971-72 ma presentato alle “Settimane della critica” del Festival di Cannes del 1973. Le film présenté à Cannes dure 150 minutes.
- Luca Ronconi, Orlando Furioso, 1974.
- Ennio De Dominicis, Niente stasera, 1993, colore, 72 min. Interpretazione
- Michael Muschner, Truck Stop, mediometraggio, 1996. Scrittura di una poesia per il film e sua interpretazione
- Felipe Guerriero, Medellìn, 1999. Interpretazione
- Ugo Nespolo, Film-a-To, 2001, Betacam colore, 12 min. Lettura di alcune poesie sul cinema scritte appositamente per il film
- Andrea Liberovici, Work in regress - la fabbrica nel cinema, 2006, video-installazione, 30 min. Lettura delle didascalie scritte per il film (esistono due versioni del titolo: Work in regress/ la fabbrica del cinema e Work in regress/ una catena di montaggi)
- Mimmo Paladino, Quijote, 2006, HD colore, 75 min. Lettura di un testo poetico, Invenzione di Don Chisciotte, del 1949
- Ugo Nespolo, Superglance, 2007, colore, 35 mm., 7 min. Scrittura e dizione dei testi

### Vidéos et télévisions
- Match, serie di incontri moderati da Alberto Arbasino, puntata con Sanguineti e Moravia, 1978
- La letteratura italiana di Edoardo Sanguineti, 14 puntate video della durata di circa 59 minuti ciascuna per Rai Educational, 2000. Regia di Lorenzo Gigliotti. Direttore della fotografia Alessandro Macci. A cura di Marco Sabatini. Oggi in 14 DVD della durata di circa 59 minuti ciascuno: Dalla latinità al volgare / Il Duecento / Dante / Petrarca / Boccaccio / L'Umanesimo / Ariosto e Tasso
- Abecedario di Edoado Sanguineti, a cura di Rossana Campo, video-intervista in 2 DVD, regia Uliano Paolozzi Balestrino, DeriveApprodi, Roma maggio 2006
- Sanguineti e Inge Feltrinelli sugli anni '60 , intervista registrata alla libreria Feltrinelli di Mantova nel settembre 2006
- Alfabeto Apocalittico, di e con Edoardo Sanguineti e Stefano Scodanibbio, immagini di Enrico Baj. Ripresa televisiva dello spettacolo con regia di Massimo Puliani, in occasione della consegna a Sanguineti del titolo accademico Honoris Causa all'Accademia di Belle Arti, Macerata, 4 maggio 2006

### Événements, expositions, installations
- Magazzino Sanguineti, mostra (spezzoni di film, frammenti sonori, riproduzioni fotografiche, diapositive che proiettano versi), a cura di Erminio Risso, Palazzo Ducale, Loggia degli Abati, 23 maggio-27 giugno 2004
- Ritratto del Novecento alla Sala Borse di Bologna, regia di Giuseppe Bertolucci, 12-16 dicembre 2005 (ora le schede sono pubblicate in Ritratto del Novecento, a cura di Niva Lorenzini, Manni, Lecce 2009)
- Marcel Duchamp e il cinema, giornata sul cinema duchampiano, installazione Rotorilievi (telecamera e stampante, in una stanza, con al centro un divano), 8 giugno 2006. A cura di Valter Scelsi, Marta Oddone, Francesco Frassinelli, Davide Perfetti, Erminio Risso (nel corso della mostra “Marcel Duchamp: una collezione italiana”, allestimento a cura di Massimiliano Fuksas, 11 maggio-16 luglio, Genova, Museo di Villa Croce)
- C'era una volta il pc – un quarto di secolo di personal computer, ologramma per la mostra “Hi Tech! Festival dell'innovazione”, Roma, complesso mussale dell'Ara Pacis, dal 7 al 10 giugno 2007

### Traductions en français
- Capriccio italiano (trad. Jean Thibaudeau), Paris, Seuil, coll. « Tel Quel », 1964, 184 p.
- Le Noble Jeu de l'oie (trad. Jean Thibaudeau), Paris, Seuil, coll. « Tel Quel », 1969, 159 p.
- Postkarten (trad. Vincent Barras), Lausanne, L'Âge d'Homme, coll. « Domaine italien », 1985, 142 p. (ISBN 978-2825124291)
- Corollaire (trad. Patrizia Atzei & Benoît Casas, préf. Jacques Roubaud), Caen, Nous, 2013, 123 p. (ISBN 978-2913549791)
- L'amour des trois oranges (trad. Iris Berger Peillon), Caen, Nous, 2016, 166 p. (ISBN 978-2370840257)
- La Conscience de classe. Comment adhère-t-on au matérialisme historique ?, Paris, Asinamali, 96 p., 2017  (ISBN 978-2955382240)
- Cahier de brouillon (trad. Pierre Génard), Caen, Nous, 2022, 120 p. (ISBN 978-2370841001)
- Codicille (trad. Patrizia Atzei & Benoît Casas), Caen, Nous, 2023, 76 p. (ISBN 978-2370841254)
- Gênes pour moi (trad. Iris Berger Peillon), Marseille, Nous, coll. « VIA », 2025, 144 p. (ISBN 978-2-370841-40-7)